# Ella Berntsen
Ella Berntsen (14 december 1911 - 21 juni 1999) was een schaatsster uit Noorwegen. Ze nam deel aan het eerste wereldkampioenschap allround schaatsen voor vrouwen in 1933.

## Resultaten

### Wereldkampioenschappen
| Jaar | Jaar     | Plaats    | Resultaten  | Resultaten                              |
| ---- | -------- | --------- | ----------- | --------------------------------------- |
| 1933 | Allround | Oslo      | 9e Allround | 9e 500 m 10e 1000 m 9e 1500 m           |
| 1934 | Allround | Oslo      | 7e Allround | 9e 500 m 7e 1000 m 4e 1500 m            |
| 1935 | Allround | Oslo      | 5e Allround | 6e 500 m 5e 1000 m 5e 1500 m            |
| 1936 | Allround | Stockholm | 7e Allround | 10e 500 m 9e 1000 m 9e 1500 m 8e 3000 m |

### Noorse kampioenschappen
| Jaar | Allround | Allround                               |
| ---- | -------- | -------------------------------------- |
| 1932 | 5e       | 6e 500 m 5e 1000 m                     |
| 1933 | 6e       | 8e 500 m 8e 1000 m 7e 1500 m           |
| 1934 | 7e       | 8e 500 m 7e 1000 m 7e 1500 m           |
| 1935 | 5e       | 5e 500 m 6e 1000 m 5e 1500 m           |
| 1936 | -        | 5e 500 m - 1000 m 3e 1500 m            |
| 1937 | Brons    | 4e 500 m 3e 1000 m 4e 3000 m 3e 5000 m |

## Persoonlijke records
| Afstand    | Tijd     | Datum            | Baan      |
| ---------- | -------- | ---------------- | --------- |
| 500 meter  | 53,20    | 18 januari 1936  | Oslo      |
| 1000 meter | 1.52,30  | 18 januari 1936  | Oslo      |
| 1500 meter | 2.53,30  | 11 februari 1934 | Oslo      |
| 3000 meter | 6.20,50  | 23 januari 1937  | Oslo      |
| 5000 meter | 11.04,80 | 2 februari 1936  | Stockholm |